# Asle Gronna

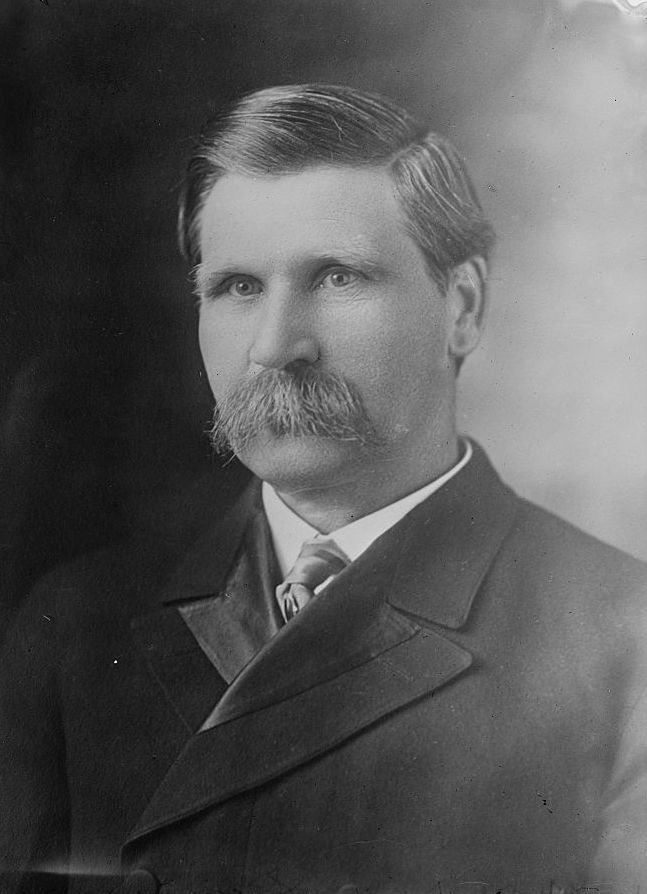
Asle Gronna.

Asle Jorgenson Gronna, född 10 december 1858 i Elkader, Iowa, död 4 maj 1922 i Lakota, North Dakota, var en amerikansk republikansk politiker. Han representerade delstaten North Dakota i båda kamrarna av USA:s kongress, först i representanthuset 1905-1911 och sedan i senaten 1911-1921. Gronna var en av sex senatorer som röstade emot USA:s deltagande i första världskriget.
Gronna var av norsk härkomst. Han gick i skola i Minnesota och flyttade 1879 till Dakotaterritoriet.
Gronna blev invald i representanthuset i kongressvalet 1904 och han efterträdde Burleigh F. Spalding som kongressledamot i mars 1905. Han fyllnadsvaldes 1911 till senaten. Han omvaldes 1914. Han efterträddes 1921 som senator av Edwin F. Ladd.
Gronnas grav finns på Lakota Cemetery i Lakota.